# Алуминијум хлорид
Алуминијум хлорид  је једна од најважнијих соли алуминијума, која налази примену у органским синтезама. Алуминијум хлорид је веома добро растворљив. Ово једињење показује веома јаке киселе особине. Релативна атомска маса овог једињења износи приближно 133,34

## Структура
Алуминијум хлорид се састоји од једног атома алуминијума са оксидационим бројем +3 и од три атома хлора са оксидационим бројем -1.
Налази се у чврстом агрегатном стању